# Matt Costa EP
Matt Costa EP es el primer trabajo editado del cantante y compositor estadounidense Matt Costa. Fue editado por la compañía independiente Venerable Media en el 2003.
La grabación del EP fue posible gracias al guitarrista de No Doubt, Tom Dumont, que tras conocer el trabajo de Costa le ofreció la posibilidad de grabar algunas demos en su estudio. Aquellas demos fueron el germen que se convertiría en Matt Costa EP.
En el EP estaban incluidas las canciones "Astair" y "Shimmering Fields" que posteriormente fueron reeditadas para ser incluidas en el primer álbum del artista: Songs We Sing en el 2005.

## Lista de canciones
1. "Astair" - 2:57
2. "Acting Like a Fool" - 3:03
3. "TV Gods" - 2:55
4. "Shimmering Fields" - 2:19
5. "Movin' On" - 2:44

- Datos: Q6788511